# Kelefa Diallo
Pour les articles homonymes, voir Diallo.
 (décembre 2021).
Le général Souleymane Kelefa Diallo, né le 2 décembre 1959 et mort le 11 février 2013, était chef d'état-major de l'armée guinéenne.
Membre du CNDD, il est l'une des victimes du crash d'avion le 11 février 2013 au Liberia.

## Biographie
Kelefa Diallo est le fils de Elhadj Kelefa Diallo et de Fatoumata Diakité. Il était diplômé de l'Université Gamal Abdel Nasser de Conakry et de l'école militaire à Thiès, au Sénégal.

## Décès accidentel
Souleymane Kelefa Diallo et plusieurs responsables militaires ont été tués le 11 février 2013, lorsque leur CASA 235 s'est écrasé près de la ville de Charles-ville, près de Harbel, au Libéria, à environ 8 kilomètres de l'aéroport international Roberts.

## Hommages
Leurs obsèques, ont eu lieu au Palais du Peuple, il a été décoré par le Président Alpha Condé.
Le 8 décembre 2021, une stèle est érigée en leur mémoire sur les lieux du crash, en présence du ministre délègue a la défense nationale le général Aboubacar Sidiki Camara.